# Leo Genn

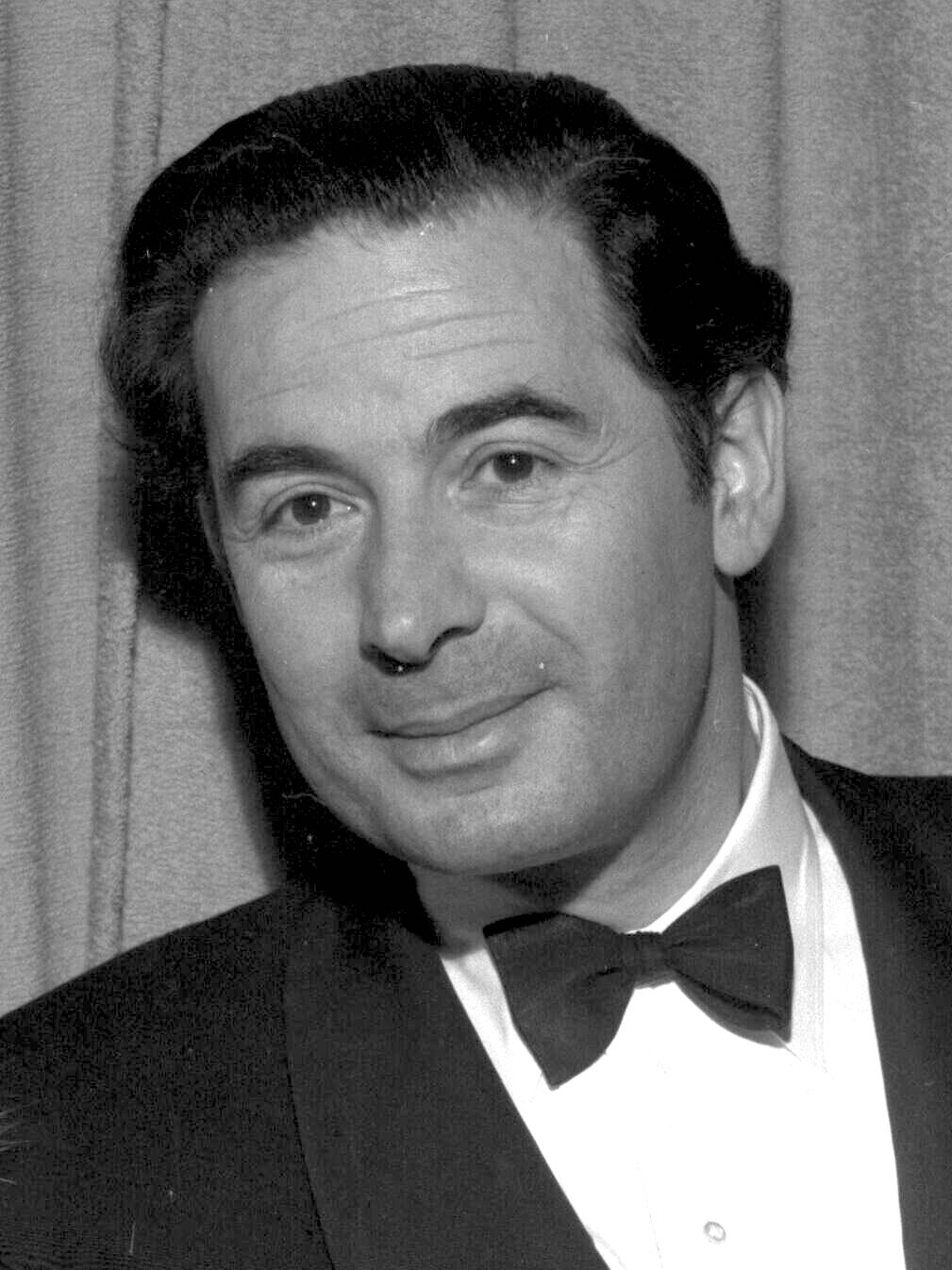
Leo Genn (1952)

Leo John Genn (* 9. August 1905 in London; † 26. Januar 1978 ebenda) war ein britischer Schauspieler und Barrister.

## Leben
Leo Genn begann 1930 am Theater zu spielen. Sein erstes Stück war A Marriage Has Been Disarranged am Devonshire Park Theatre in Eastbourne. Danach spielt er am Royalty Theatre in Dean Street, London. Der Schauspieler und Manager  Leon M. Lion hatte ihn simultan als Schauspieler und Anwalt engagiert.  Während des Zweiten Weltkrieges diente er in der Royal Artillery (ab Juli 1940). 1943 wurde er zum Lieutenant Colonel befördert. 1944 erhielt er die Erlaubnis, die Truppe zu verlassen, um in Laurence Oliviers Heinrich V. mitzuspielen.
Genn wurde 1945 mit dem Croix de Guerre ausgezeichnet. Er gehörte zu der britischen Delegation, die Kriegsverbrechen im KZ Bergen-Belsen untersuchte und er war später Assistent des Anklägers im Verfahren in Lüneburg. Er wirkte in zahlreichen Film- und Fernsehproduktionen mit, meistens in Nebenrollen. Die bekanntesten sind die des Senators Petronius in Quo Vadis? (1951) und die des besonnenen ersten Offiziers Starbuck in Moby Dick aus dem Jahr 1956.
Für seine Leistung in Quo vadis? wurde er für einen Oscar nominiert. Genn starb 1978 an einem Herzanfall infolge einer Lungenentzündung.

## Filmografie (Auswahl)
- 1938: Gefahr am Doro-Paß (The Drum)
- 1945: Caesar und Cleopatra (Caesar and Cleopatra)
- 1945: Heinrich V. (Henry V)
- 1947: Trauer muss Elektra tragen (Mourning Becomes Electra)
- 1948: Die Schlangengrube (The Snake Pit)
- 1948: Die bronzene Göttin (The Velvet Touch)
- 1950: Ihr Geheimnis (The Miniver Story)
- 1951: Quo Vadis?
- 1951: Der wunderbare Flimmerkasten (The Magic Box)
- 1952: Schiff ohne Heimat (Plymouth Adventure)
- 1953: Gefahr für Barbara (Personal Affair)
- 1955: Chantage
- 1956: Moby Dick
- 1957: I Accuse!
- 1958: Keine Zeit zu sterben (No Time to Die)
- 1960: Zu heiß zum Anfassen (Too Hot to Handle)
- 1960: Es war Nacht in Rom (Era Notte a Roma)
- 1962: Der längste Tag (The Longest Day)
- 1963: 55 Tage in Peking (55 Days at Peking)
- 1964: Die Todesstrahlen des Dr. Mabuse
- 1965: Geheimnis im blauen Schloß (Ten Little Indians)
- 1966: Das Rätsel des silbernen Dreieck
- 1970: Der Hexentöter von Blackmoor (El proceso de las brujas)
- 1971: Die 2 (The Persuaders) (Fernsehserie, 1 Folge)
- 1973: Ich – die Nummer eins (Le silencieux)
- 1973: Der Mackintosh-Mann (The Mackintosh Man)
- 1974: Frightmare
- 1974: Sie sind frei, Dr. Korczak

## Auszeichnungen
- 1952: Nominierung für den Oscar in der Kategorie Bester Nebendarsteller für Quo Vadis